# Full Gear (2024)
Full Gear 2024 fue la sexta edición del Full Gear, un evento pago por visión de lucha libre profesional producido por la empresa estadounidense All Elite Wrestling. Tuvo lugar el 23 de noviembre de 2024 desde el Prudential Center de Newark, Nueva Jersey. Siendo el segundo evento celebrado en la sede, después del de 2022.

## Producción
Full Gear es un pago por evento (PPV) que se celebra anualmente alrededor del Día de los Veteranos por All Elite Wrestling (AEW). Es uno de los eventos PPV principales de AEW, que incluye Double or Nothing, All Out y Revolution, sus cuatro programas más importantes producidos trimestralmente. Full Gear es el único pay-per-view de AEW que se celebra tradicionalmente en sábado. El 11 de abril de 2024, AEW anunció que el sexto evento Full Gear tendría lugar el 23 de noviembre de 2024, en el Prudential Center de Newark, Nueva Jersey, marcando el segundo Full Gear celebrado en el lugar, después de 2022.

## Antecedentes
En WrestleDream el 12 de octubre, Jon Moxley derrotó a Bryan Danielson para ganar el Campeonato Mundial de AEW por cuarta vez. Después del combate, Moxley y sus compañeros del Blackpool Combat Club atacaron a Danielson a pesar de que Darby Allin, Private Party (Isiah Kassidy y Marq Quen) y Jeff Jarrett intentaron salvar a Danielson. Finalmente, Orange Cassidy y la mayoría del vestuario de AEW acudieron al rescate de Danielson haciendo que Moxley y sus compañeros se retiraran. En el episodio del 23 de octubre de Dynamite, Moxley y sus compañeros atacaron a Chuck Taylor, excompañero de Cassidy en Best Friends, antes de que los compañeros de Moxley colocaran una silla de acero alrededor del cuello de Taylor, que Moxley pisoteó. Cassidy entonces salió corriendo, con la mayor parte del vestuario AEW, a Taylor causando Moxley y sus compañeros de cuadra a retirarse. En Fright Night Dynamite el 30 de octubre, Cassidy abrió el show y desafió a Moxley a un combate por su campeonato en Full Gear, que más tarde se hizo oficial.
En el episodio del 23 de octubre de Dynamite, Adam Cole fue interrumpido por The Undisputed Kingdom (Roderick Strong, Matt Taven y Mike Bennett). Strong dijo que cuando Cole vino a ellos con la idea de acabar con MJF, inmediatamente dijeron que sí porque eran verdaderos amigos. Dijo que tenían que terminar el trabajo sobre MJF. Cole retó una vez más a MJF a salir, pero fue recibido por otro paquete de vídeo. MJF reiteró que no se enfrentaría a Cole, pero sí estableció los términos de un posible combate. Dijo que se enfrentaría a Cole o Strong, y todo lo que tenían que hacer era ganar tres combates. Quien ganara primero sus tres combates se enfrentaría a él en Full Gear. En Fright Night Dynamite, Cole derrotó a Buddy Matthews en su primer combate desde septiembre de 2023.. La semana siguiente en Dynamite, derrotó a Malakai Black, compañero de Matthews en House of Black.  Mientras tanto, en el episodio del 2 de noviembre de Collision, Strong derrotó a Shane Taylor..En el episodio del 13 de noviembre de Dynamite, Cole perdería ante Konosuke Takeshita, mientras que Strong derrotaría a Lance Archer en un Falls Count Anywhere Match. Como resultado, Strong fue programado para enfrentarse a MJF en el evento.
En WrestleDream, Daniel García regresó y se enfrentó a Jack Perry, que acababa de derrotar a Katsuyori Shibata para retener su Campeonato TNT de AEW, sólo para enfrentarse él mismo a un MJF que regresaba. En el episodio del 9 de noviembre de Collision, Perry derrotó a Action Andretti para retener el Campeonato TNT. García se enfrentó a Perry una vez más y le retó a un combate en Full Gear con el campeonato en juego, a lo que Perry aceptó.
En el episodio del 4 de octubre de Rampage, Kris Statlander fue confrontado por Mercedes Moné y su guardaespaldas Kamille con Moné insultando a Statlander. En Fright Night Dynamite, Statlander derrotó a Kamille sólo para que Moné atacara a Statlander por la espalda.[5] Más tarde se hizo oficial un combate entre ambos para Full Gear con el Campeonato TBS de AEW de Moné en juego.
En WrestleDream, el 12 de octubre, Jay White derrotó a "Hangman" Adam Page. La semana siguiente en Collision, se estableció una revancha para Full Gear
El 28 de octubre, AEW anunció en X que la personalidad de las redes sociales y exluchador "Big Boom!" A.J., con su hijo Big Justice en su esquina, lucharía contra QT Marshall en el programa Full Gear:Zero Hour. En el episodio del 20 de noviembre de Dynamite, Big Justice anunció que su amigo y compañero en las redes sociales The Rizzler sería el cronometrador invitado especial del combate.
En el episodio del 10 de julio de Dynamite, Mariah May, quien era la protegida de la entonces Campeona Mundial Femenina de AEW "Timeless" Toni Storm, ganó la Copa Owen Hart Femenina (junto con un combate por el Campeonato Mundial Femenino de AEW). May derrotó a Storm por el Campeonato Mundial Femenino en All In el 25 de agosto. May anunció más tarde que celebraría su victoria por el título sólo cuando regresara su amiga y compañera de equipo Mina Shirakawa. En el episodio del 16 de noviembre de Collision, después de defender con éxito su título contra Anna Jay, May se reunió con Shirakawa una vez más, y la celebración del título con champán de May con Shirakawa se fijó para Full Gear.

## Resultados
- Zero Hour: Anna Jay derrotó a Deonna Purrazzo (con Taya Valkyrie) (7:00).  
  - Jay cubrió a Purrazzo con un «Roll-Up».
  - Durante la lucha, Valkyrie interfirió a favor de Purrazzo, pero fue expulsada por el árbitro.
- Zero Hour: Buddy Matthews derrotó a Dante Martin, The Beast Mortos y Komander (con Alex Abrahantes) (10:35). 
  - Matthews cubrió a Martin después de un «Curb Stomp».
- Zero Hour: «Big Boom» A.J. (con Big Justice & The Rizzler) derrotó a QT Marshall (11:45). 
  - A.J. cubrió a Marshall después de un «BOOM!».
  - Durante la lucha, Aaron Solo interfirió a favor de Marshall, mientras que Justice y Paul Wight lo hicieron a favor de A.J.
- Private Party (Isiah Kassidy & Marq Quen) derrotó a The Outrunners (Turbo Floyd & Truth Magnum), Kings of the Black Throne (Malakai Black & Brody King) y The Acclaimed (Max Caster & Anthony Bowens) (con Billy «Daddy Ass») y retuvo el Campeonato Mundial en Parejas de AEW (13:25). 
  - Kassidy cubrió a Caster después de un «Gin N' Juice».
- MJF derrotó a Roderick Strong (13:40).
  - MJF forzó a Strong a rendirse con un «Salt of the Earth».
  - Después de la lucha, MJF atacó a Strong con una silla, pero fue detenido por Adam Cole, The Undisputed Kingdom (Matt Taven & Mike Bennett) y Kyle O'Reilly.
- Mercedes Moné derrotó a Kris Statlander y retuvo el Campeonato TBS de AEW (19:25).
  - Moné cubrió a Statlander con un «Roll-Up».
- Jay White derrotó a «Hangman» Adam Page (19:55).
  - White cubrió a Page después de un «Bladerunner».
  - Después de la lucha, Page atacó a White. Christopher Daniels salió a detener el ataque, pero fue golpeado por Page.
- Kyle Fletcher (con Don Callis) derrotó a Will Ospreay (24:15). 
  - Fletcher cubrió a Ospreay después de un «Brainbuster» sobre el esquinero.
  - Después de la lucha, Mark Davis ayudo a Ospreay a ponerse de pie.
  - Esta lucha fue calificada con 5.25 estrellas por el periodista Dave Meltzer.
- Daniel Garcia derrotó a Jack Perry y ganó el Campeonato TNT de AEW (18:25). 
  - Garcia forzó a Perry a rendirse con un «Dragonslayer».
- Konosuke Takeshita (con Don Callis) derrotó a Ricochet y retuvo el Campeonato Internacional de AEW (19:15).  
  - Takeshita cubrió a Ricochet después de un «Brainbuster» desde la tercera cuerda.
- Bobby Lashley (con MVP & Shelton Benjamin) derrotó a Swerve Strickland (con Prince Nana) (13:35).
  - La lucha terminó después de que Lashley dejara inconsciente a Strickland con un «Hurt Lock».
  - Durante la lucha, Benjamin interfirió a favor de Lashley, pero fue expulsado por el árbitro.
  - Después de la lucha, Lashley, Benjamin y MVP atacaron a Nana.
- Jon Moxley (con Marina Shafir) derrotó a Orange Cassidy y retuvo el Campeonato Mundial de AEW (19:20).
  - Moxley cubrió a Cassidy después de un «Paradigm Shift».
  - Durante la lucha, Death Riders (Shafir, Claudio Castagnoli, PAC & Wheeler Yuta) interfirió a favor de Moxley, mientras que The Conglomeration (Rocky Romero, Kyle O'Reilly & Tomohiro Ishii) y Willow Nightingale lo hizo a favor de Cassidy.
  - Después de la lucha, Moxley & Yuta atacaron a Cassidy.
  - Después de la lucha, «Hangman» Adam Page atacó a Yuta con una silla y confrontó a Moxley.
  - Después de la lucha, Christian Cage atacó a Moxley aplicándole un «Killswitch» e intentó canjear el contrato del Casino Gauntlet Match, pero fue detenido por Jay White.
  - Después de la lucha, PAC & Castagnoli atacaron a White.
  - Después de la lucha, Darby Allin intentó matar a Death Riders chocando y destruyendo su camioneta.